# 미야가와역
미야가와역(일본어: 宮川駅 みやがわえき[*])은 일본 미에현 이세시에 위치한 도카이 여객철도 산구선의 철도역이다. 상대식 승강장 2면 2선의 구조를 갖춘 지상역이다.

## 타는 곳
| 1 | ■ 산구선 | 하행 | 이세시 · 도바 방면     |
| 2 | ■ 산구선 | 상행 | 마쓰사카 · 나고야 방면 |

## 이용 현황
| 연도     | 이용 인원 | 연도     | 이용 인원 |
| 1998년도 | 264       | 2006년도 | 271       |
| 1999년도 | 259       | 2007년도 | 277       |
| 2000년도 | 246       | 2008년도 | 276       |
| 2001년도 | 254       | 2009년도 | 261       |
| 2002년도 | 248       | 2010년도 | 253       |
| 2003년도 | 242       | 2011년도 | 253       |
| 2004년도 | 247       | 2012년도 | 254       |
| 2005년도 | 262       | 2013년도 | 281       |
| -------- | --------- | -------- | --------- |

## 역 주변
- 이세 시 오바타 종합지소
- 오바타 신사

## 인접 역
| 도카이 여객철도 산구선 | 도카이 여객철도 산구선 | 도카이 여객철도 산구선   |
| ---------------------- | ---------------------- | ------------------------ |
| 다마루 다키 방면       | ■ 산구선               | 야마다카미구치 도바 방면 |